# Loading (álbum)
Loading é a primeira compilação de singles da cantora e compositora Kat DeLuna. Foi lançado no dia 5 de Agosto de 2016, através da eOne Entertainment. Vem precedido pelo single promocional "Bum Bum", lançado em 2015 e a mais recente single oficial "What A Night", lançado em 26 de fevereiro de 2016. Este projeto serve como um prelúdio do seu tão aguardado terceiro álbum Viva Out Loud, que vem tendo sua data de lançamento adiada desde 2013.